# Глинде
Глинде (њем. Glinde) град је у њемачкој савезној држави Шлезвиг-Холштајн. Једно је од 55 општинских средишта округа Штормарн. Према процјени из 2010. у граду је живјело 16.183 становника. Посједује регионалну шифру (AGS) 1062018, NUTS (DEF0F) и LOCODE (DE GDE) код.

## Географски и демографски подаци
Глинде се налази у савезној држави Шлезвиг-Холштајн у округу Штормарн. Град се налази на надморској висини од 24 метра. Површина општине износи 11,2 km². У самом граду је, према процјени из 2010. године, живјело 16.183 становника. Просјечна густина становништва износи 1.442 становника/km².

## Међународна сарадња
| Мјесто   | Држава    | Врста сарадње | Од    |
| -------- | --------- | ------------- | ----- |
| Капошвар | Мађарска  | партнерство   | 1990. |
|          | Француска | партнерство   | 1964. |
| Извор    |           |               |       |